# Hades (видео-игра)
Хад (енгл. Hades) је роуглајк акцијска игра играња улога (eng. RPG) развијена и објављена од стране -a. Избачена је за ,  и  17. септембра 2020. године, што је уследило након раног приступа игри који је почео у децембру 2018. 
Играч контролише Загреја (енгл. Zagreus), Хадовог сина, док покушава да побегне из Подземља и стигне до планине Олимп. Сваки покушај бега је другачији изазов због насумичног распореда соба, као и непријатеља и награда у њима. Игра користи „хек енд слеш” систем борбе; играч мора да користи комбинацију напада свог главног оружја, деш (енг. dash) мођи и магичне моћи док избегава ударце да би стигао колико год далкео је могуће. И ако Загреј често умире и враћа се на почетак, играчи могу да користи награде које су добили у претходном покушају да унапреде одређене атрибуте или откључају нова оружја која им повећавају шансе за бекство у неком од наредних покушаја.
Хад је развијен након Supergiant-овог Pyre-a, игре у којој су хтели да истражују процедурално причање приче, међутим због природе игре су открили да већина играча није прешла игру више од једанпу и самим тим нису приметили разлике у причи при сваком следећем игрању. Роуглајк структура Хада им је дала савршену прилику да испричају ове процедуралне приче, зато што се играч након сваког покушаја враћа на почетак.
Хад, проглашен успехом од стране шире публике и критичара, је продао преко милион примерака и освојио награду „Игра године” на различитим церемонијама и од различитих публикација.

## Дизајн игре
Играч се ставља у улогу Загреја, принца Подземља, који покушава да побегне из истог и стигне до планине Олимп, далеко од свог строго и хладног оца Хада. У његовом задатку му помажу Олимпијски богови, који мз дарују поклоне уз помоћ којих се бори против чувара капија Подземља. Поред тога помажу му и познати становници подземља попут Сизифа (енгл. Sisyphus), Еуридика (енгл. Eurydice) и Патрокло (енгл. Patrocolus). Игрица има 4 „биома” тј. нивоа Подземља: Тартар (енгл. Tartarus), Асфодел (енгл. Asphodel), Јелисеј (енгл. Elysium) и Дворац реке Стикс (енгл. Temple of Styx). 
Играч започиње свој покушај бекства борећи се са непријатељима у соби у којој је тренутно, за право пролаза у следећу собу. Свака соба има већ одређен распоред ствари у њој, међутим њихов распоред и непријатељи у њима су увек насумични. Играч на располагању има своје главно оружје, специјални напад и магични напад који се може користити на већим раздаљинама. На самом почетку покушаја један од Олимпијских богова даје свој „Благослов”, избор између три трајна унапређења која су ту до краја тог покушаја бекства. Благослови су повезани са Богом од ког долазе, на пример Зевс (енгл. Zeus) играчу на главни напад може додати муње које непријатељу одузимају животне поене. Након што играч победи све непријатеље у једној соби, поред тога што може изабрати следећу, може видети какве су награде у њима. То могу бити: Благослови истих или других богова, надоградње за главно оружје, фонтане лечења, обол који се може потрошити у Хароновој продавници или ствари које се могу задржати након завршетка покушаја и олакшати неки наредни (Нектар богова, црна енергија, дијаманти, крв Титана, итд.). Ако Загрејеви животни поени дођу до нуле он „умире” и враћа се на пчетак, у куђу Хада, где му се одузимају сви Благослови, надоградње оружја и оболи из претходног покушаја.
Између покушаја Загреј може истраживати кућу Хада. Овде играч може користити ствари које је задржао из претходних покушаја и утиче на наредне покушаје. Играч може да откључа и унапреди нове моћи за Загреја, плати изградњу нових соба у Подземљу (собе без непријатеља са фонтанама лечења) или трајно унапреди откључана оружја. Загреј токође може да разговара са разним становницима Подземља и да побољша свој однос са њима, чиме долази до нових дешавања у причи или добија задатке за додатне награде. У каснијим деловима игре могуће је ући у романтичну везу са одређеним ликовима.

## Прича
Загреј, син Хада, покушава да побегне из Подземља. У томе му помажу: његова маћеха Њукта (енгл. Nyx) која му даје посебно огледало помођу којег добија раличите магичне моћи, богови Олимпа којима се обратио за помоћ и који му дају своје Благослове и његов ментор Ахил (енгл. Achilles) од ког добија „Паклена оружја” која садже скривене моћи својих бивших, садашњих и будућих корисника. Хад у покушајима да спречи свог сина да побегне, разним становницима подземља даје задатак да га „убију” и врате кући. То су: Мегара (енгл. Megaera), Загрејева бивша партнерка (а касније и њене сестре Алекто (енгл. Alecto) и Тисифона (енгл. Tisiphone)), Lernejska hidra, legendarni Tezej (енгл. Theseus) и његов нови партнер Астериус (енгл. Asterius) и на крају Хад лично.
У каснијем делу игре, открива се да Загреј зна да му Њукта није права мајка, као што су одувек говорили, и да покушава да побегне да би пронашао своју праву мајку Персефону (енгл. Persephone), коју никада није упознао. Хад није дозвољавао да се њено име уопште помене у кући, и речено је да би онај који то правило прекрши претрпео незамисливе казне. Њукта, и поред тога, одлучи да помогне Загреју у његовом задатку тако што му омогућава да ступи у везу са његовим рођацима на Олимпу. Након што коначно победи Хада по први пут, Загреј излази из Подземља и проналази Персефону у Грчкој. Убрзо након њиховог сусрета Загреј сазнаје да је, исто као и његов отац, везан за подземље и да не може дуго остати на на површини. И поред тога, он обећа Персефини да ће наставити да бежи како би провео још времена са њом и сазнао истину о њеном одсуству.
За време ових посета, Персефона му прича како је имала брак пун љубави са Хадом (који говори да је тај брак произашао из тога што му је Зевс „дао” Персефону као поклон зато што је преузео контролу над Подземљем, што је за Хада било јако увредљиво, и нешто што Зевсу никада није опростио), све док Загреј није умро при порођају, зато што су Мојре (енгл. Fates) прорекле да Хад никада неће имати наследника. Након тога Персефона је напустила Хад, али је одбила да се врати у своје родно место, Олимп, које никада није волела због константног препирања између богова. Мећутим, након јако дугачког и тешког подухвата, Њукта успева да врати Загреја у живот својим моћима. Персефона, и поред Загрејевих молби, одбија да се врати из страха да богови Олимпа открију истину о њеном нестанку, поготво њена мајка Деметра (енгл. Demeter), која је у својој тузи покрила свет смртника вечном зимом. Након много посета, Загреј коначно успева да убеди Персефону да се врати, и заједно у Хароновом чамцу, низ реку Стикс, из Грчке се враћају у кућу Хада. Персефона наставља са својим дужностима Краљице Подземља, а Хад, са новонасталим поштовањем према свом сину, му дозвољава да настави са својим покушајима бекства, под изговором да тражи рупе у обезбеђењу Подземља.
У епилогу, Персифона долази на идеју да се помире са боговима Олимпа тако што ће их све позвати на велику гозбу у кући Хада. За време гозбе им испричају како су Хад и Персефона побегли и вечали се, а затом добили Загреја али прећуте истину о Персефониној мржњи према Олимпу. На све то додају и лажну тврдњу да је појела семе подземног нара, и да због тога не може дуго провести ван Подземља. Богови Олимпа прихаватају ово објашњење, и ако се имплицира да знају шта се заправо десило и само желе да све то буде иза њих. Након помирења целе породице, Загрејева дужност да бежи из свог дома се наставља.

## Развој игре
Након што су избацили своју претходну игру, Pyre, Supergiant Games је желео да направи игру којом би показали свој развојни процес играчима како би направили игру најбоље што могу, уз помоћ повратних информација које су добијали од играча. Схватили су да би такав приступ помогао не само при дизајну игре већи код одређених елемената у причи, стога су се одлучили за систем „Раног приступа” када су правили Хад. Пошто је Supergiant мали тим од око 20 запослених зали су да ће моћи да издржавају рани приступ само на једној платформи, са намерон да игру касније избаце и на остале платформе. Разговрали су са -ом (енгл. Epic Games), и сазнали да они планирају да лансирају нову плаформу звану [[]]). Дошли су до закључка да експериментална природа те платформе одговара њиховој игри. Supergiant-ова одлука је донешена делом због Epic-овог фокуса на ствараоце садржаја, а Supergiant је правио Хад са идејом да бу игра која одговара стримерима, који би имали одређене погдности при коришћењу Epic Games Store-а. Вођени искуством стеченим прављењем претходних игара, Supergiant је проценио да ће им требати око три године да заврше Хад.
По питању приче и приступа игри, Supergiant тим се одлучио за концепт игре коју је лако разумети и играти, која се може играти у кратким интервалима и која има опције за касније проширивање и додавање нових ствари, што их је довело до роуглајк игре, које су генерално и најбоље пролазиле систем раног приступа. Такав концепт игре се слагао са филозофијом дизајна њихових претходних игара, где су се трудили да у одређеним деловима игре дају играчу нове способности или алате који би у потпуности променили начин на који је играо до тада. Pyre је био покушај да се направи игра са причом која се грана и која има много различитих крајева, мећутим када је игра пуштена у јавност схватили су да већина играча игру пређе само једно, и тако не види претходно поменуте концепте. Са Хадом који је роуглајк игра, прича која се грана у много различитих смерова има много више смисла зато што је природа такве игре да се стално игра изнова.
Supergiant је размишљао да окружење буде неки од светова из њихових претходних игара, међутим дошли су до закључка да би попутно ново окружењ ипак било боље. Supergiant-ов креативни директор Грег Касавин је дошао на идеју Грчке митологије, која га је интересовала још од малих ногу. У почетку је планирано да се игра зове Миној, а да играч контролише Тезеја који тражи излази из лавиринта који стално мења свој облик. Лавиринт је био савршено место за игру овог типа, али Supergiant никако није могао да уклопи причу која се грана у ово окружење, и због тога су одустали од те идеје. Поред тога, закључили су да је Тезеј превише обичан лик, и да не може да се уклопи у њихову причу.
Док је био на одмору, Касавин је истраживао више о Грчкој митологији и схватио да се Хад не помиње често у причама, зато што су га се остали богови плашили. Ово откриће је довело до тога да се игра заснива на Загрејевим покушајима бекства од Хада и Подземља. Касавин је упоредио богове са „великом дисфункционалном породицом у којој можемо да видимо себе”. Додао је да кроз Загрејеве константе покушаје и неуспехе да побегне добијамо пуно комедије која савршено описује односе у овој „породици”, а поред тога и играчко искутво генерално повезано са оваквим типом игре, где се играч у једном моменту осећа непобедиво само да би у следћем са лакоћом био побеђен и враћен на почетак. Промена са Тезеја на Загреја је имала минималан утицај на садржај игре који је до сада направљен, али је доста помогла да се повеже оно што играч ради и пирча игре. Тезеј је остао у игри, мећутим постао је хвалисави зликовац који се бори уз свог саборцаминотаура Астериуса. Прича о Грчким боговима се одлично уклапа у поједине елементе игре; када играч добије Благослов неког од богова одмах ће знати какве природе је тај Благослов по томе који је Бог у питању, као и у насумичне догађаје попут „Божијег суда” (у којем играч бира један од два понуђена Благослова различитих богова, а затим пролази кроз казну бога чији Благослов није изабрао) који приказују какав однос богови имају међусобно. Разговори између ликова су у сваком покушају векства другачији и сваки пут се сазнају неке нове информације, те је сваки покушај, чак и ако је безуспешан, има значење, а томе Суепрџајант приписује велики успех игре.
Када се пореди са Бастионом и Транзистором, Supergiant-овим претходним играма са линеарним причама, Хад је представљао јединствен проблем. Како написати смислену причу за сваког играча, када ће свако играти на другачији начин? Касавин и његови писци су написали око десет сати дијалога између Загреја и осталих ликова, заснованог на различитим догађајима који се могу десити различитим редоследом. На пример, док покушава да побегне Загреј може да сретне Еуридику, а потом да оде у кућу Хада где ће срести њеног мужа Орфеја који ће му, због тога што је срео Еуридику, дати поруку да јој пренесе следећи пут када је види. Овакви дијалози су повезани са унапређењима куће Хада, када играч чује сав дијалог тог догађаја.
Supergiant је настојао у томе да испоштује Грчлу митиологију у игри. Према Касавину, визуелни стил игре, дизајниран од стране Џен Зи, приказује све богове олимпа као јако лепе и привлачне уз пристојну количину „херојске голотиње” која се може приметити у уметности античке Грчке. Игра такође поштује одређене алтернативне сексуалности које Грчки митови имплицирају: Загреј је бисексуалан, а једна споредна прича залази у хомосексуални однос између Ахила и Патрокла.

## Објављивање
Хад је најављен на Наградама игара 2018 (енг. The Game Awards 2018), 6. децембра, и тада је потврђено да ће бити један од првих наслова на новонасталом Epic Games Store-у. Џеф Китли, организатор и водитељ Награда игара, је рекао да су Амир Рао и Грег Касавин из Supergiant-а причали са њим у вези Хада и њиховој намери да га пусте у рани приступ на исти дан када су Награде игара још у фебруару 2018. Хад је привремено би ексклузиван на Epic Games Store-у, и годину дана касније 10. децембра 2019. игра је објављена и на . Игра је званично изашла из раног приступа 17. септембра 2020. године, а у исто време је и објављена верзија за .
Физичка верзија игре за Nintendo Switch је изашла 19. марта 2021.

## Пријем
Хад је добио „универзалну акламацију” рекао је агрегатор рецензија Metacritic. За време свог раног приступа, који је трајао скоро две године, Хад се продао у седамсто хиљада примерака. Три дана након званичног објављивања продао је још триста хиљада примерака, те је укупан број продатих примерака био већи од милион. Критичари су посебно похвалили причу, ликове, музику и дизајн игре. IGN је хвалио ликове, и рекао да је сваки „попут аутентичне реинтерпретације класичних Грчких митова... сви су дивота за посматрати”. The Guardian је посебно похвалио Џен Зи и њен дизајн ликова, рекавши да су „прелепо нацртани” и да „имају одговарајуће божанске профиле”.

### Награде
Хад је освојио мноштво награда. На десетим годишњим Наградама игара у Њујорку освојио је Игру године, Најбољу музику, Најбољи сценарио и Најбољу глуму. Неколико публикација је сматрају једном од најбољих игара 2020. године укључујући: ', , , , , , , e i Entertainment Weekly. Такође је била финалиста за Небула награду за најбољи сценарио за игру. Освојила је Игру године на 2021 Наградама игара Британске академије, 24. годишњим D.I.C.E наградама и на Gayming наградама.
| Година | Награда                               | Категорија                                  | Резултат   | Ref.          |
| ------ | ------------------------------------- | ------------------------------------------- | ---------- | ------------- |
| 2020   | Награде Златног Џојстика              | Ултимативна игра године                     | Номинација | [ 45 ]        |
| 2020   | Награде Златног Џојстика              | Игра године за PC                           | Номинација | [ 45 ]        |
| 2020   | Награде Златног Џојстика              | Најбоља прича                               | Номинација | [ 45 ]        |
| 2020   | Награде Златног Џојстика              | Најбољи визуелни дизајн                     | Номинација | [ 45 ]        |
| 2020   | Награде Златног Џојстика              | Најбоља indie игра                          | Освојено   | [ 45 ]        |
| 2020   | Награде Златног Џојстика              | Избор критичара                             | Освојено   | [ 45 ]        |
| 2020   | Награде Игара 2020                    | Игра године                                 | Номинација | [ 46 ]        |
| 2020   | Награде Игара 2020                    | Најбољи развој игре                         | Номинација | [ 46 ]        |
| 2020   | Награде Игара 2020                    | Најбоља прича                               | Номинација | [ 46 ]        |
| 2020   | Награде Игара 2020                    | Најбољи визуелни стил                       | Номинација | [ 46 ]        |
| 2020   | Награде Игара 2020                    | Најбоља музика                              | Номинација | [ 46 ]        |
| 2020   | Награде Игара 2020                    | Најбољи перформанс                          | Номинација | [ 46 ]        |
| 2020   | Награде Игара 2020                    | Најбоља indie игра                          | Освојено   | [ 46 ]        |
| 2020   | Награде Игара 2020                    | Најбоља акциона игра                        | Освојено   | [ 46 ]        |
| 2020   | Награде Игара 2020                    | Избор играча                                | Номинација | [ 46 ]        |
| 2021   | 17. Награде игара Британске академије | Најбља игра                                 | Освојено   | [ 47 ] [ 48 ] |
| 2021   | 17. Награде игара Британске академије | Уметничко достигнуће                        | Освојено   | [ 47 ] [ 48 ] |
| 2021   | 17. Награде игара Британске академије | Звучно достигнуће                           | Номинација | [ 47 ] [ 48 ] |
| 2021   | 17. Награде игара Британске академије | Дизајн игре                                 | Освојено   | [ 47 ] [ 48 ] |
| 2021   | 17. Награде игара Британске академије | Музика                                      | Номинација | [ 47 ] [ 48 ] |
| 2021   | 17. Награде игара Британске академије | Прича                                       | Освојено   | [ 47 ] [ 48 ] |
| 2021   | 17. Награде игара Британске академије | Оригинална прича                            | Номинација | [ 47 ] [ 48 ] |
| 2021   | 17. Награде игара Британске академије | Извођач у споредној улози (Логан Канингхем) | Освојено   | [ 47 ] [ 48 ] |
| 2021   | GLAAD медијска награда                | Најбоља игра                                | Номинација | [ 49 ]        |
| 2021   | Gayming награда                       | Игра године                                 | Освојено   | [ 50 ]        |
| 2021   | Gayming награда                       | Gayming Magazine избор читалаца             | Освојено   | [ 50 ]        |
| 2021   | 24. годишње D.I.C.E. награде          | Игра године                                 | Освојено   | [ 51 ] [ 52 ] |
| 2021   | 24. годишње D.I.C.E. награде          | Невероватана успех у визуелном стилу        | Номинација | [ 51 ] [ 52 ] |
| 2021   | 24. годишње D.I.C.E. награде          | Невероватан успех у остварењу лика (Загреј) | Номинација | [ 51 ] [ 52 ] |
| 2021   | 24. годишње D.I.C.E. награде          | Невероватан успех у причи                   | Номинација | [ 51 ] [ 52 ] |
| 2021   | 24. годишње D.I.C.E. награде          | Акцијска игра године                        | Освојено   | [ 51 ] [ 52 ] |
| 2021   | 24. годишње D.I.C.E. награде          | Невероватан успех за независну игру         | Освојено   | [ 51 ] [ 52 ] |
| 2021   | 24. годишње D.I.C.E. награде          | Невероватан успех у дизајну игре            | Освојено   | [ 51 ] [ 52 ] |
| 2021   | 24. годишње D.I.C.E. награде          | Невероватан успех у развоју игре            | Освојено   | [ 51 ] [ 52 ] |
| 2021   | Небула награде                        | Најбољи сценарио за игру                    | На чекању  | [ 53 ]        |
| 2021   | Хуго награде                          | Најбоља игра (посебна награда)              | На чекању  | [ 54 ]        |
| 2021   | 21. Game Developers Choice награде    | Игра године                                 | На чекању  | [ 55 ]        |
| 2021   | 21. Game Developers Choice награде    | Најбољи звук                                | На чекању  | [ 55 ]        |
| 2021   | 21. Game Developers Choice награде    | Најбољи дизајн                              | На чекању  | [ 55 ]        |
| 2021   | 21. Game Developers Choice награде    | Награда за иновацију                        | На чекању  | [ 55 ]        |
| 2021   | 21. Game Developers Choice награде    | Најбоља прича                               | На чекању  | [ 55 ]        |
| 2021   | 21. Game Developers Choice награде    | Најбољи визуелни стил                       | На чекању  | [ 55 ]        |

## Спољашљи линкови
- Званични сајт